# Champrond-en-Gâtine

Champrond-en-Gâtine este o comună în departamentul Eure-et-Loir, Franța. În 1 ianuarie 2022 avea o populație de 733 de locuitori.